# Norröna (hajó)
A Norröna (jelentése feröeriül Az északi) a feröeri Smyril Line modern komphajója. Heti rendszerességgel közlekedik Hanstholm (Dánia), Tórshavn (Feröer) és Seyðisfjörður (Izland) között. Az egyetlen autókomp, ami összeköti Európát Izlanddal.
A hajót személy- és teherhajónak építették. 1482 utas és 800 autó befogadására képes; teherszállító kapacitása 3250 tonna. A hajót akár 14 fős személyzet is üzemeltetheti, de ez az utasok létszámától függően 118-ra is emelkedhet.

## Történelem

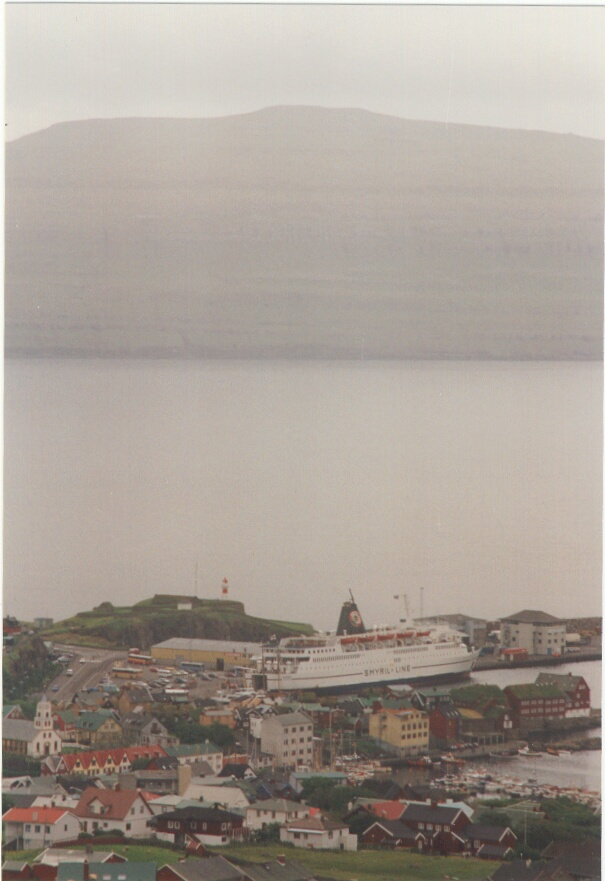
A régi Norröna Tórshavn kikötőjében

Az új Norröna 2003-ban váltotta fel az azonos nevű régi hajót, amely 1984 óta közlekedett ezen az útvonalon, és amelyet azóta eladtak egy keresztény missziós társaságnak. Az új hajó háromszor akkora, és lényegesen magasabb utazási komfortot nyújt. Háromszor annyi autó és másfélszer annyi utas szállítására képes, mint elődje.
A Smyril Line kezdetben csak április és október között indított járatokat ezen az útvonalon, de az 1998/1999-es szezon óta egész évben közlekedik. Télen teherhajóvá alakul, és hetente kétszer közlekedik Tórshavn és Hanstholm között. Ilyenkor kevesen utaznak rajta (nagyrészt feröeriek), és minimális (25 fős) legénységgel működik, ellenben heti 13 000 tonna árut tud szállítani.

## Útvonal és utazási idők
A 2009-es nyári menetrend a következő útvonalat és menetidőket írta elő:
1. Szombat: Hanstholm-Tórshavn 29 óra, tartózkodás 2,5 óra
2. Hétfő: Tórshavn-Hanstholm 30,5 óra, tartózkodás 3 óra
3. Kedd: Hanstholm-Tórshavn 28,5 óra, tartózkodás 1,5 óra
4. Szerda: Tórshavn-Seyðisfjörður 15 óra, tartózkodás 3 óra
5. Csütörtök: Seyðisfjörður-Tórshavn 16,5 óra, tartózkodás 3 óra
6. Péntek: Tórshavn-Hanstholm 30,5 óra, tartózkodás 4 óra

Ez pontosan egy hetes észak-atlanti körutazást jelent.

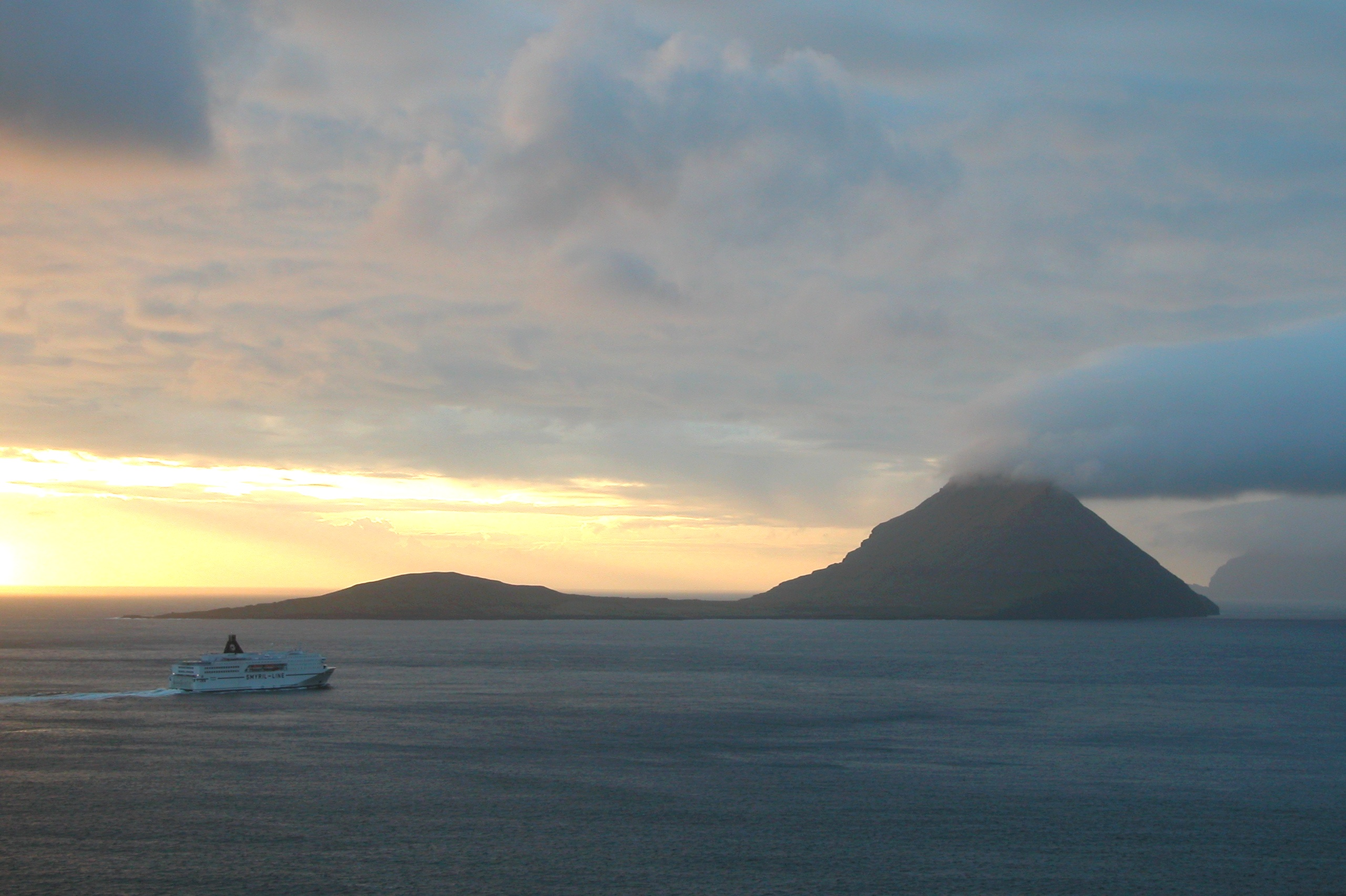
A Norröna Koltur szigete előtt